# Kerem Can Akyüz
Kerem Can Akyüz (* 1. Juli 1989 in Istanbul) ist ein türkischer Fußballspieler.

## Karriere

### Verein
Akyüz kam im Istanbuler Stadtteil Fatih auf die Welt und zog bereits im Kindesalter mit seiner Familie nach Izmir. Hier begann er mit dem Vereinsfußball in der Jugend von Karşıyaka SK und erhielt hier im Dezember 2005 einen Profivertrag. Nachdem er drei Spielzeiten ausschließlich für die Reservemannschaft gespielt hatte, wurde er zur Saison 2008/09 an Mardinspor ausgeliehen. Hier blieb er nur eine halbe Spielzeit und verbrachte anschließend eine eineinhalbjährige Ausleihperiode bei Diyarbakır Büyükşehir Belediye Diskispor.
Im Sommer 2010 trennte sich Karşıyaka von ihm und Akyüz heuerte bei Türk Telekomspor an. Die Saison 2011/12 begann er bei Konya Şekerspor, zur Winterpause wechselte er zu Adana Demirspor. Am Ende der Saison 2011/12 erreichte er mit seiner Mannschaft den Play-off-Sieg der TFF 2. Lig und damit den direkten Aufstieg in die TFF 1. Lig.
Während der Rückrunde der Saison 2013/14 wechselte Akyüz zu Balıkesirspor. Im Januar 2015 wechselte er zum Zweitligisten Alanyaspor.
Nach 33 Meisterschaftseinsätzen und einem Tor wechselte Akyüz zur Saison 2016/17 zu Denizlispor. Hier entwickelte Akyüz sich zum Stammspieler und Fanliebling. Mit Denizlispor konnte er die Meisterschaft der TFF 1. Lig 2018/19 und den Aufstieg in die Süper Lig feiern.

## Erfolge
Mit Adana Demirspor
- Play-off-Sieger der TFF 2. Lig und Aufstieg in die TFF 1. Lig: 2011/12

Mit Balıkesirspor
- Vizemeister der TFF 1. Lig und Aufstieg in die Süper Lig: 2013/14

Mit Denizlispor
- Meister der TFF 1. Lig und Aufstieg in die Süper Lig: 2018/19